# Kate Murtagh
Kate Murtagh (* 29. September 1920 in Los Angeles, Kalifornien; † 10. September 2017 ebenda) war eine US-amerikanische Schauspielerin. 

## Schauspielkarriere
Die Charakterdarstellerin spielte in Filmen wie Fahr zur Hölle, Liebling (1975), In the Region of Ice (Kurzfilm, 1976), Der Teufel auf Rädern (1977) und Dr. Detroit (1983). Sie hatte Fernsehauftritte in bekannten Serien wie Daniel Boone, Meine drei Söhne, The Munsters, Bezaubernde Jeannie, Twilight Zone und Ein Engel auf Erden.

## Supertramp
Auf dem Front-Cover des Albums Breakfast In America der englischen Rock-Gruppe Supertramp ist sie als Kellnerin Libby zu sehen. Hier nimmt sie den Platz der Freiheitsstatue vor der aus typischen Imbissgegenständen nachempfundenen Skyline von New York City ein. Dabei hält sie ein großes Glas Orangensaft anstelle der Fackel sowie eine Speisekarte mit dem Titel des Albums anstelle der Tabula ansata.

## Privatleben
Sie war nie verheiratet und verbrachte ihre letzten Lebensjahre im Motion Picture & Television Country House and Hospital, wo sie im September 2017 mit 96 Jahren starb.

## Filmografie (Auswahl)
- 1951: No! No! Nanette! (Fernsehfilm)
- 1960/1963: Meine drei Söhne (My Three Sons, Fernsehserie, 2 Folgen)
- 1961: Gun Fight – Duell in Mexiko (Gun Fight)
- 1961: Frühstück bei Tiffany (Breakfast at Tiffany’s)
- 1961: Dennis, Geschichten eines Lausbuben (Dennis the Menace, Fernsehserie, Folge 3x02)
- 1961: Blaues Hawaii (Blue Hawaii)
- 1961: Die unteren Zehntausend (Pocketful of Miracles)
- 1962–1963: Unruhige Jahre (It's a Man's World, Fernsehserie, 11 Folgen)
- 1964: Dr. Kildare (Fernsehserie, Folge 3x30)
- 1964: Twilight Zone (The Twilight Zone, Fernsehserie, Folge 5x32)
- 1964: The Munsters (Fernsehserie, Folge 1x03)
- 1965: Solo für O.N.C.E.L. (The Man from U.N.C.L.E., Fernsehserie, Folge 1x25)
- 1965: Laredo (Fernsehserie, Folge 1x02)
- 1966: Bezaubernde Jeannie (I Dream of Jeannie, Fernsehserie, Folge 1x24)
- 1967: Daniel Boone (Fernsehserie, Folge 3x19)
- 1968: Schatten über Elveron (Shadow over Elveron, Fernsehfilm)
- 1973: The Night Strangler (Fernsehfilm)
- 1973: Der Tod kennt keine Wiederkehr (The Long Goodbye)
- 1974: Ein Bulle für alle Fälle (Dirty O’Neil)
- 1975: Die Bronx-Katzen (Switchblade Sisters)
- 1975: Fahr zur Hölle, Liebling (Farewell, My Lovely)
- 1976: In the Region of Ice (Kurzfilm)
- 1977: Der Teufel auf Rädern (The Car)
- 1978: Nur ich und du (Just Me and You, Fernsehfilm)
- 1980: Herzbube mit zwei Damen (Three’s Company, Fernsehserie, Folge 5x04)
- 1983: Dr. Detroit (Doctor Detroit)
- 1983: Lotterie (Lottery!, Fernsehserie, Folge 1x04)
- 1985: Trapper John, M.D. (Fernsehserie, Folge 6x17)
- 1986: Ein Engel auf Erden (Highway to Heaven, Fernsehserie, Folge 2x20)
- 1986/1988: Das Model und der Schnüffler (Moonlighting, Fernsehserie, 2 Folgen)
- 1989: Hände weg von meiner Tochter (She’s Out of Control)
- 1992: Wurzeln des Bösen (Roots of Evil)
- 1992: Spaceshift (Waxwork II: Lost in Time)
- 1997: Der Macher (The Maker)
- 1997: Verrückt nach dir (Mad About You, Fernsehserie, Folge 6x05)
- 1999: Snoops – Charmant und brandgefährlich (Snoops, Fernsehserie, Folge 1x01)